# Pierre Laurent
Pierre Laurent (Parigi, 1º luglio 1957) è un giornalista e politico francese.
Ex-direttore della redazione de L'Humanité, è stato segretario nazionale del Partito Comunista Francese dal 20 giugno 2010 al 25 novembre 2018 e presidente del Partito della Sinistra Europea dal 2010 al 2016.

## Biografia
Figlio di Paul Laurent, deputato parigino e dirigente del PCF, milita nell'UEC durante i suoi studi di economia, divenendone segretario nazionale nel 1982 e mantenendo tale carica fino al 1985. Conseguita la laurea, entra come giornalista a L'Humanité.
Dapprima giornalista economico, diviene capo-redattore del quotidiano nel 1999, poi direttore della redazione nel novembre 2000.
Sempre nel 2000, in occasione del 30º congresso, entra nel Consiglio nazionale del PCF.
Nel 2009, in occasione del 33º congresso del PCF, è il principale redattore del documento adottato dal congresso, di cui fa l'introduzione generale. Viene nominato coordinatore nazionale - il numero 2 del partito - con l'incarico di animare la direzione collegiale del PCF. Lascia quindi le sue funzioni alla direzione de L'Humanité.
Guida la lista « Ensemble pour des régions solidaires, écologiques et citoyennes » (Front de Gauche, Alternative citoyenne, Alternatifs…) in Île-de-France in occasione delle elezioni regionali del 2010, ottenendo il 6,55% dei suffragi espressi al primo turno, davanti al Nuovo Partito Anticapitalista (3,13%) e al MoDem (3,98%).
Succede a Marie-George Buffet come segretario nazionale a giugno 2010.
A dicembre, davanti al 3º congresso del Partito della Sinistra Europea, difende con Francis Wurtz l'idea di un'iniziativa europea consistente nel raccogliere un milione di firme per la creazione di un « Fondo di sviluppo umano » a livello europeo. Al termine del congresso, il 5 dicembre 2010, è eletto Presidente della Sinistra Europea, incarico che conserva fino al 17 dicembre 2016.